# Salang (tunel)

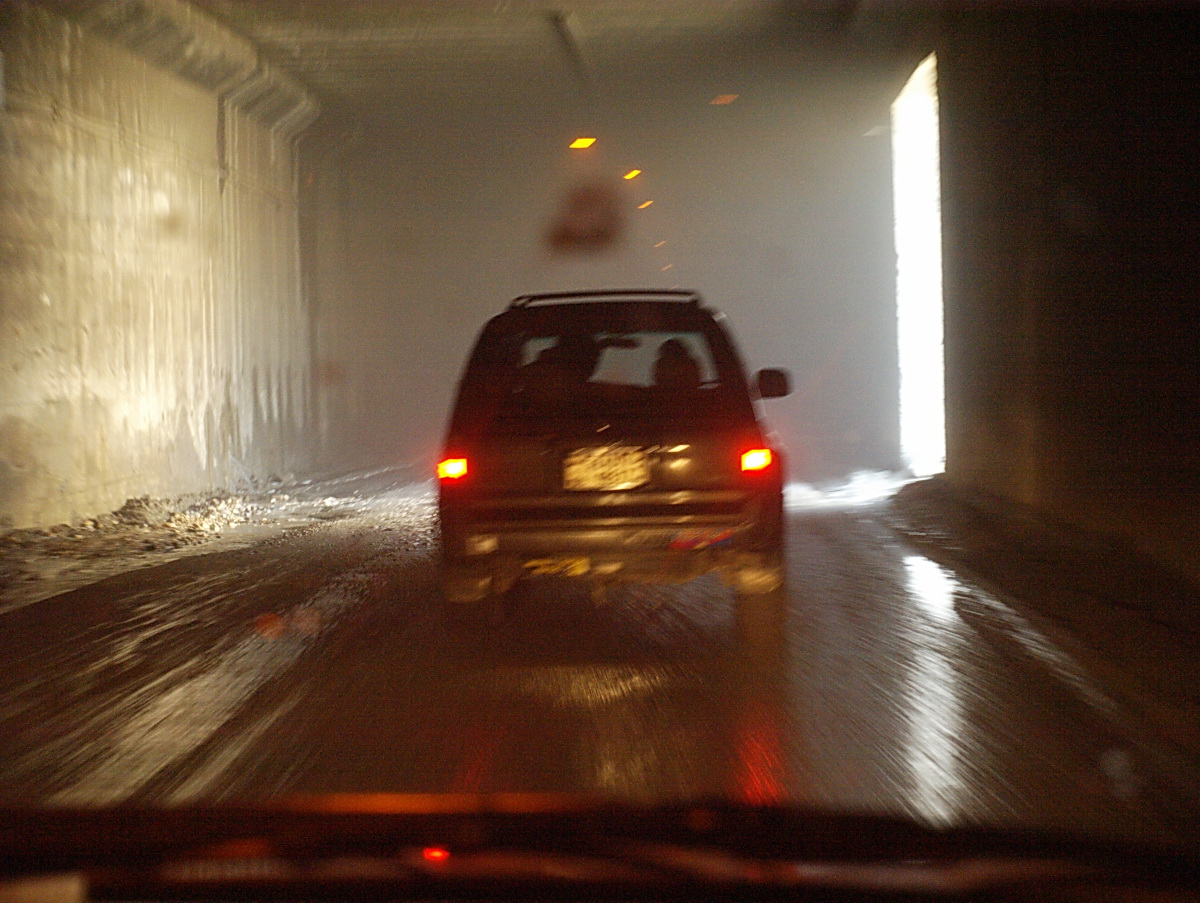
Wnętrze tunelu

Salang – tunel drogowy w Afganistanie przecinający Hindukusz w rejonie przełęczy Salang. Tunel Salang stanowi główną oś transportową między stolicą Kabulem a północą kraju.

## Parametry
Długość tunelu wynosi 2700 metrów i w okresie od otwarcia w 1964 roku do marca 1973 był to najdłuższy tunel drogowy świata. Końce tunelu położone są na wysokości 3360 m n.p.m. i 3363 m n.p.m. i jest to obecnie trzeci co do wysokości położenia  tunel drogowy. Szerokość i wysokość tunelu wynosi 7 metrów. Przepustowość 1000 pojazdów dziennie.

## Historia
Decyzja o budowie tunelu podjęta została w 1955 roku. Budowę realizowały przedsiębiorstwa radzieckie. Otwarcie tunelu nastąpiło w 1964 roku. Dzięki tunelowi czas przejazdu przeciętnej ciężarówki ruszającej z Mazar-i Szarif i zmuszonej warunkami do jazdy przez Herat skrócił się z ponad 72 godzin (3 dni) do mniej niż 10 godzin.
Tunel jest punktem strategicznym i w czasie działań wojennych tak w okresie radzieckiej interwencji w Afganistanie jak i późniejszej – NATO-wskiej – był celem ataków strony przeciwnej. 
3 listopada 1982 roku w tunelu Salang miał miejsce najkrwawszy incydent w czasie całej wojny. W wyniku eksplozji jednej ciężarówki z wojskowego konwoju, po zderzeniu cysterny z innym wojskowym pojazdem, nastąpiło zatamowanie systemu wentylacyjnego i ogromny pożar. W tunelu uwięzione zostały dziesiątki pojazdów, w tym kilkadziesiąt ciężarówek wypełnionych radzieckimi żołnierzami. Ponadto razem z konwojem przemieszczała się o wiele liczniejsza grupa afgańskich żołnierzy i cywilów. W pożarze według radzieckich źródeł zginęło 176 żołnierzy (radzieckich i afgańskich). Faktycznie ofiar mogło być nawet 2,7 tys. – ok. 700 żołnierzy radzieckich i 2 tys. Afgańczyków.
Po opuszczeniu Afganistanu przez armię radziecką tunel Salang podupadł pod względem technicznym. Za rządów Talibanu tunel nie był  odremontowany, a wręcz przeciwnie, dalej ulegał dewastacji, szczególnie w latach 1997-1998, w trakcie walk między Sojuszem Północnym a talibami.
Ruch w tunelu został wznowiony 19 stycznia 2002 roku. Z uwagi na wysokie położenie wejścia i podjazdy do tunelu są w okresie zimowym narażone na częste lawiny. 16 stycznia 2009 w wyniku zejścia zginęło 10 osób, z kolei 8 lutego 2010 roku w wyniku serii lawin ponad 1500 osób utknęło w tunelu, z czego 172 zginęły.
Na znacznej długości obiekt nie posiada oświetlenia, a także jest pozbawiony systemu wentylacji. Jezdnia na sporych odcinkach jest nieutwardzona.